# 제타 함수
제타 함수(영어: Zeta Function)는 그리스 문자 ζ(제타)를 따라 붙여진 이름으로, 일반적으로 다음과 같은 형태를 가지는 함수를 의미한다.
{\displaystyle \zeta (s)=\sum _{k=1}^{\infty }k^{-s}}
가장 잘 알려진 제타 함수로 리만 제타 함수가 있다.
그러나 {\displaystyle \zeta (s)}의  {\displaystyle s}가 음수이면 에타 함수로 명하는 경우가 있다.
그리고 리만 제타 함수의 자명하지 않은 근들의 모든 실수부가 1/2이라는 가설을 리만 가설이라고 한다.
제타 함수의 종류에는 라마누잔의 제타 함수, 프라임 제타 함수, L-함수등 다양한 것들이 분류되어 있다.

## 제타 함수의 종류
- 리만 제타 함수
- 데데킨트 제타 함수
- 후르비츠 제타 함수
- 하세-베유 제타 함수
- 국소 제타 함수
- 프라임 제타 함수
- 근접 대수의 제타 함수
- L-함수
- 고스 제타 함수(Goss zeta function)
- 멀티플 제타 함수(Multiple zeta function)
- P-진 제타 함수(p-adic zeta function)
- 시미즈 L-함수(시미즈 제타 함수)
- 제타 함수 (오퍼레이터)(Zeta function of an operator)

## 같이 보기
- 제타 함수 조절
- 수학 상수